# SMS Wiesbaden
SMS Wiesbaden fue un crucero ligero de la clase Wiesbaden construido para la Armada Imperial Alemana (Kaiserliche Marine). Tenía un barco hermano, el SMS Frankfurt. Los barcos eran muy similares a los anteriores cruceros de la clase Karlsruhe. El barco fue botado en enero de 1915 y terminado en agosto de 1915. Armado con ocho cañones SK L/45 de 15 cm, el Wiesbaden tenía una velocidad máxima de 27,5 nudos (50,9 km/h; 31,6 mph) y desplazaba 6.601 toneladas (6.497 toneladas largas; 7.276 toneladas cortas) a plena carga.
El Wiesbaden sólo vio una acción importante, la batalla de Jutlandia del 31 de mayo al 1 de junio de 1916. El barco resultó gravemente dañado por los disparos del crucero de batalla inglés HMS Invincible. Inmovilizado entre las dos flotas de batalla, el Wiesbaden se convirtió en el centro de una reñida acción que vio la destrucción de dos cruceros acorazados británicos (el HMS Defence y el HMS Warrior). El intenso fuego de la flota británica impidió la evacuación de la tripulación del barco. El Wiesbaden permaneció a flote hasta las primeras horas del 1 de junio y se hundió entre las 01:45 y las 02:45. Sólo un tripulante sobrevivió al hundimiento. Los restos del pecio del naufragio fueron localizados por buzos de la Armada alemana en 1983.